# (113256) Prüm
(113256) Prüm est un astéroïde de la ceinture principale.

## Description
(113256) Prüm est un astéroïde de la ceinture principale. Il fut découvert le 13 septembre 2002 à Hoher List par Eric Walter Elst. Il présente une orbite caractérisée par un demi-grand axe de 2,79 UA, une excentricité de 0,15 et une inclinaison de 5,6° par rapport à l'écliptique.

## Compléments